# Philaeus varicus
Philaeus varicus là một loài nhện trong họ Salticidae.
Loài này thuộc chi Philaeus. Philaeus varicus được Eugène Simon miêu tả năm 1868.